# 麥克唐納冰原島峰
85°27′S 157°38′W / 85.450°S 157.633°W
麥克唐納冰原島峰（英語：MacDonald Nunataks），是南極洲的冰原島峰，位於阿蒙森海岸，處於阿蒙森冰川終點以東，美國地質調查局根據測量和該國海軍的空中照片繪入地圖，現時由南極條約體系管理。